# 養父インターチェンジ
養父インターチェンジ（やぶインターチェンジ）は、兵庫県養父市の北近畿豊岡自動車道にあるインターチェンジである。
朝来・丹波方面出入口のみのハーフインターチェンジとなっている。
当初は、2011年度の開通を目指していたが、当IC-八鹿氷ノ山IC間の八鹿トンネルが、予想していたよりも地山が軟弱で崩落し、対策に8か月程を要したことから、2011年度の開通は延期となり、2012年11月24日の開通となった。

## 道路
- E72 北近畿豊岡自動車道

## 接続する道路
- 兵庫県道70号十二所澤線
- 兵庫県道136号浅野山東線

## 歴史
- 2011年3月16日 : IC名称を養父ICで正式決定
- 2012年11月24日 : 和田山IC/JCT-八鹿氷ノ山IC間開通に伴い供用開始

## 周辺
- 稲津村づくりセンター
- 養父市養父地域局（旧・養父町役場）
- 道の駅但馬楽座

## 隣
E72 北近畿豊岡自動車道
和田山IC/JCT - 養父IC - 八鹿氷ノ山IC